# 追贈
追贈（ついぞう）とは、一定の功績が認められた者が亡くなっている場合に死後に称号や勲位、勲章など贈ること。

## 諡号
中国史では皇帝の崩御後に生前の功績に基づいて諡号が贈られた。文帝・武帝・宣帝などが代表的な諡号にあたる。しかし、武則天以降は諡号が複雑長大になり、皇帝は宗廟ではなく固有の廟が建てられるようになったことから廟号で呼ぶことが通例となった。

## 各界における追贈

### 名誉市民
名誉市民の称号が死後追贈されることがある。

### 名誉教授
名誉教授の称号も死後追贈されることがある。

### 棋士
囲碁や将棋では没後に段級位や称号が追贈されることがある。将棋の段級#名誉的な昇段を参照。

### 落語
本人が死去したあとに、名跡を追贈することがある。実際の例では笑福亭松葉の死後に「七代目笑福亭松鶴」を、林家市楼の死後に「五代目林家染語楼」を追贈している（いずれも上方落語）。